# Montblanc (Španělsko)

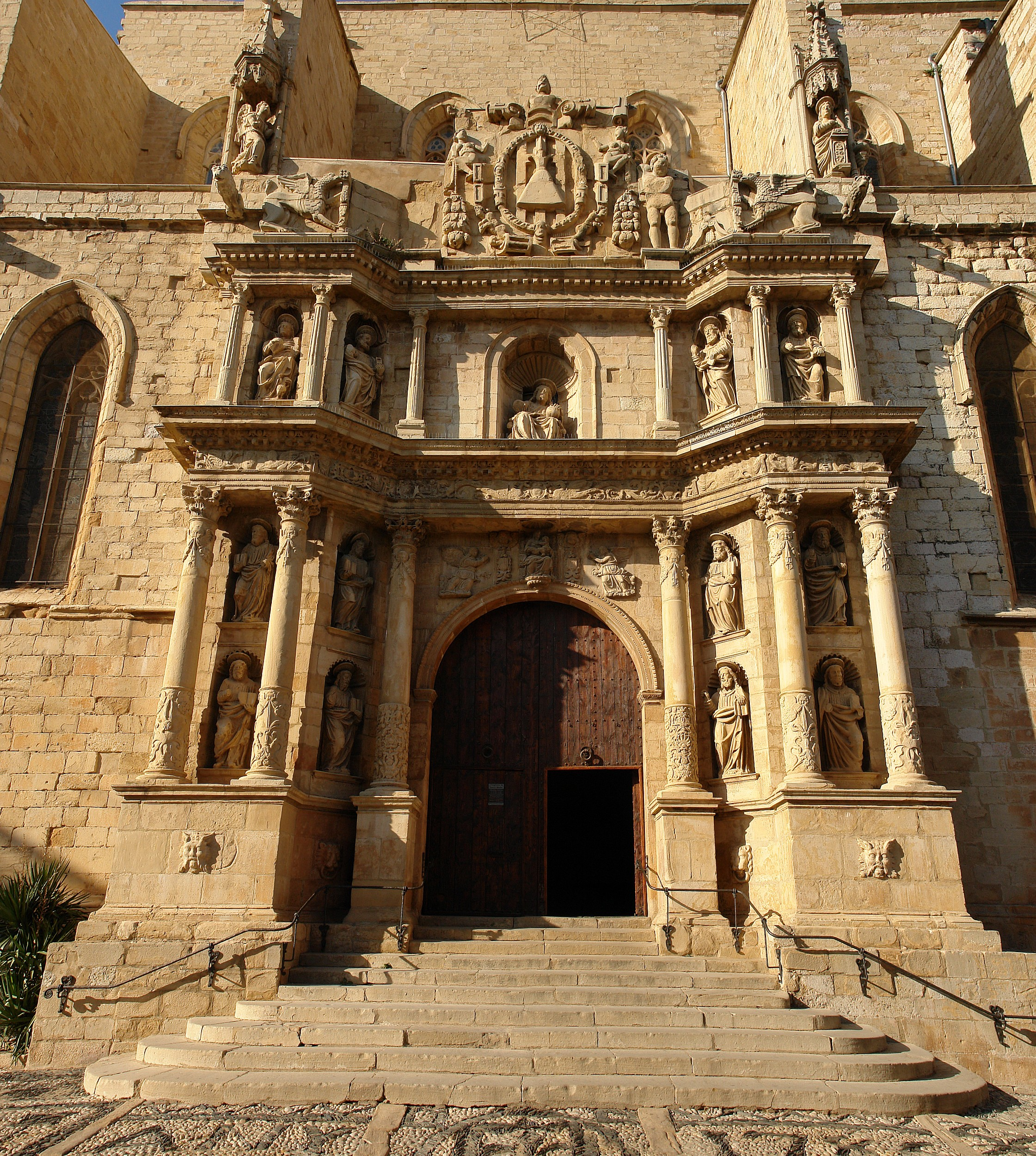
Barokní vchod do kostela Santa Maria

Montblanc (katalánská výslovnost: [mumˈblaŋ]) je hlavním městem katalánské comarcy Conca de Barberà ve španělské provincii Tarragona. V blízkosti města se nachází pohoří Prades.
Obec zahrnuje sídla Montblanc (populace v roce 2013: 7 027), La Guàrdia dels Prats (200), Lilla (88), Prenafeta (61), Rojals (26) a El Pinetell (7).

## Historie
Oblast kolem Montblancu je osídlena již tisíce let. Byly zde nalezeny důkazy o jeskynním osídlení z doby paleolitu.
Od 4. do 1. století př. n. l. zde na kopci Santa Bàrbara existovaly iberské vesnice. Tyto vesnice koexistovaly s ranými římskými osadníky. Byly zde nalezeny římské artefakty datované od 2. století př. n. l. do 2. století n. l.
Po invazi Maurů v roce 711 n. l. se velká část oblasti dostala pod kontrolu různorodých islámských panství. Islámská invaze odstartovala dlouhé období úspěšného zemědělského a obchodního rozvoje. Díky tomu vznikla řada měst a vesnic, které dodnes nesou islámské názvy.
V 10. a 11. století zde panovalo období relativně mírového soužití, kdy v oblasti Montblancu žili muslimové, křesťané i židé. Toto plodné období pokračovalo až do chvíle, kdy aliance sil, silně podporovaná římskokatolickou církví, zahájila období vyhánění, což vedlo k nucenému odchodu muslimů a židů z Pyrenejského poloostrova.
Maties Palau Ferré (1921–2000), malíř a sochař, žák Pabla Picassa, se narodil a zemřel v Montblancu.

## Hlavní památky
- Klášter Sant Francesc, založený kolem roku 1238. Kostel je v románsko-gotickém stylu.
- Gotický kostel Santa Maria (14. století)
- Kostel Sant Miquel

## Partnerská města
- Montblanc, France